# لورا إيكمان
لورا إيكمان (بالإنجليزية: Laura Aikman)‏ هي ممثلة بريطانية، ولدت في 24 ديسمبر 1985 في London Borough of Brent ‏ في المملكة المتحدة.

## وصلات خارجية
- الموقع الرسمي
- لورا إيكمان على موقع IMDb (الإنجليزية)
- لورا إيكمان على موقع قاعدة بيانات الفيلم (الإنجليزية)